# タンユエン県 (Tân Uyên)
タンユエン県（タンユエンけん、ベトナム語：Huyện Tân Uyên / 縣新淵?）は、ベトナムライチャウ省の県である。

## 歴史
2008年10月30日にタンユエン県（申淵県）の南半分が分離される形で成立した。

## 行政区画
以下の1市鎮9社を管轄する。
- タンユエン市鎮（Tân Uyên / 新淵）
- ホーミット社（Hố Mít / 呼蔑）
- ムオンコア社（Mường Khoa / 芒科）
- ナムカン社（Nậm Cần / 稔芹）
- ナムソー社（Nậm Sỏ / 稔數）
- パクタ社（Pắc Ta / 博些）
- フックコア社（Phúc Khoa / 福科）
- タミット社（Tà Mít / 斜蔑）
- タントゥオック社（Thân Thuộc / 親屬）
- チュンドン社（Trung Đồng / 中同）